# Tarphius simplex
Tarphius simplex is een keversoort uit de familie somberkevers (Zopheridae). De wetenschappelijke naam van de soort werd in 1862 gepubliceerd door Thomas Vernon Wollaston.